# Jerzy Bowszyc
Jerzy Bowszyc (ur. 25 marca 1932 w Wilnie, zm. 10 marca 2014 w Poznaniu) – polski specjalista w zakresie dermatologii i wenerologii, profesor zwyczajny, prezes Polskiego Towarzystwa Dermatologicznego w latach 1984-1989 oraz konsultant krajowy w dziedzinie dermatologii i wenerologii w latach 1997-1998.

## Życiorys
W czasie okupacji rodzinnego Wilna służył w Szarych Szeregach. Dyplom lekarski uzyskał w 1955 roku. W latach 1978–2002 był kierownikiem Katedry i Kliniki Dermatologii i Wenerologii Akademii Medycznej w Poznaniu. Twórca i redaktor naczelny "Postępów Dermatologii". Tytuł naukowy profesora został mu nadany w 1990 roku.
Otrzymał dwa odznaczenia:
- Krzyż Kawalerski Orderu Odrodzenia Polski (1984)
- Złoty Krzyż Zasługi (1976)

Współautor (wspólnie z Olgą Frezer) książki "Rentgenoterapia dermatologiczna" (PZWL, Warszawa, 1982; ISBN 83-200-0590-6). Został pochowany na cmentarzu Miłostowo w Poznaniu (pole 48, kwatera 1).

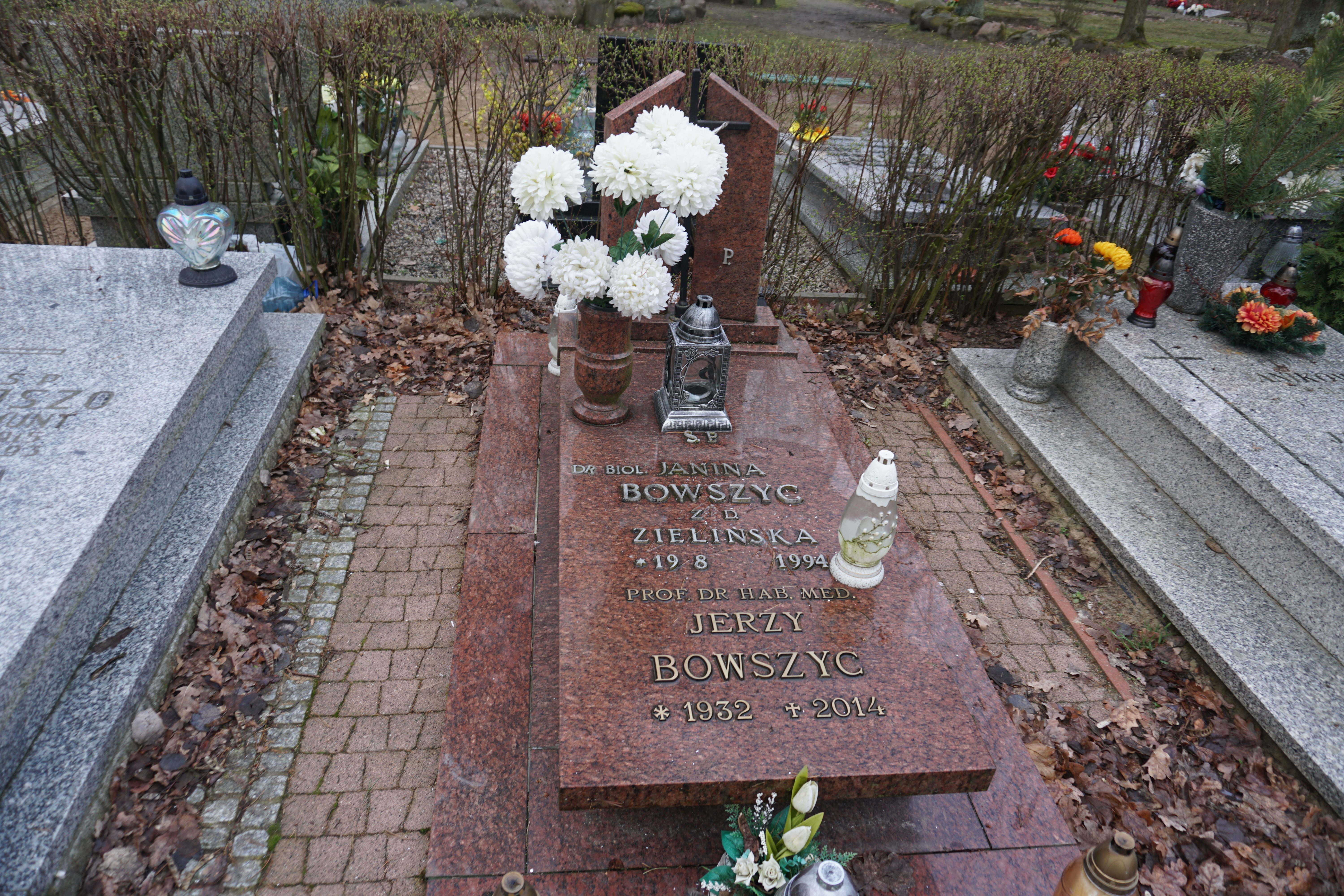
Grób prof. Jerzego Bowszyca na cmentarzu Miłostowo w Poznaniu